# Słochynie
Słochynie też Słochynia (ukr. Слохині) – wieś w rejonie samborskim (wcześniej w rejonie starosamborskim) obwodu lwowskiego Ukrainy. Wieś liczy około 515 mieszkańców. Leży nad rzeką Strwiąż. Jest siedzibą silskiej rady. Pierwsza wzmianka o wsi pochodzi z 1501.
W 1921 r. liczyły około 432 mieszkańców. Przed II wojną światową należały do powiatu starosamborskiego.

## Ważniejsze obiekty
- Cerkiew greckokatolicka